# Luigi Rizzi (calciatore)
Luigi Rizzi (Affori, 11 giugno 1907 – ...) è stato un calciatore italiano, di ruolo centrocampista.

## Carriera
Militò nell'Ambrosiana e poi nel Legnano, in Serie A e B.